# Anacypta cicatricosa
Anacypta cicatricosa is een keversoort uit de familie schorsknaagkevers (Trogossitidae). De wetenschappelijke naam van de soort werd in 1880 gepubliceerd door Edmund Reitter.